# Rui Maurício
Rui Carlos Tavares Maurício (sinh ngày 4 tháng 7 năm 1985) là một cầu thủ bóng đá người Bồ Đào Nha thi đấu cho Pinhalnovense. Anh cũng mang quốc tịch Angola.

## Sự nghiệp câu lạc bộ
Anh ra mắt chuyên nghiệp tại Giải bóng đá hạng nhất quốc gia Bồ Đào Nha cho Atlético CP vào ngày 8 tháng 8 năm 2015 trong trận đấu trước Freamunde.